# Newton Miranda
Newton Burlamaqui de Miranda, mais conhecido como Newton Miranda, (Belém, 26 de junho de 1927 — Belém, 26 de agosto de 1980) foi um advogado, jornalista e político brasileiro, outrora vice-governador do Pará.

## Dados biográficos
Filho de José Porfírio de Miranda Neto e Dóris Burlamaqui de Miranda. Filiado ao PSD sob a influência política de Magalhães Barata, figurou como suplente de deputado estadual em 1950 e 1954, antes de eleger-se para o respectivo cargo em 1958. Quando Aurélio do Carmo foi eleito governador  do Pará em 1960, houve uma disputa em separado onde Newton Miranda elegeu-se vice-governador. Primeiro titular do cargo escolhido por voto direto e também o mais jovem a ocupá-lo, teve sua vitória questionada por não ter a idade mínima de 35 anos, contudo exerceu o mandato até 1964 quando o presidente Castelo Branco cassou Aurélio do Carmo e Newton Miranda com base no Ato Institucional Número Um, outorgado pelo Regime Militar de 1964.
Privado de seu direitos políticos, retomou a carreira de advogado e chegou ao conselho seccional da Ordem dos Advogados do Brasil. Membro do Instituto Histórico e Geográfico do Pará, foi jornalista em O Liberal. Irmão de Burlamaqui de Miranda, primo de Newton Barreira (eleito vice-governador do Pará ao lado de Fernando Guilhon em 1970) e Edson Bona (deputado federal pelo estado). Faleceu em Belém, vítima de câncer.